# World of Warcraft: Warlords of Draenor
World of Warcraft: Warlords of Draenor (укр. Світ Воєнного ремесла: Вожді Дренору) — п'яте доповнення до відеогри World of Warcraft, анонсоване 8 листопада 2013 року на BlizzCon 2013 та випущене 13 листопада 2014 року.
Доповнення продовжує історію світу Warcraft, концентруючись на конфлікті Азероту з Дренором альтернативної лінії історії, породженого діями колишнього вождя Орди Ґарроша Пеклокрика.

## Нововведення

### Основи
Гра надає нові локації рідної планети орків — Дренору, нові підземелля та запрошення глядачів на PvP-битви. З'явилася можливість збудувати на Дренорі свою фортецю, яку потім можливо буде розширити. В гарнізоні є садок, шахта, озеро, а також зона для битв істот-вихованців.
В доповненні було вдосконалено графіку, зокрема моделі персонажів. Максимальний рівень персонажа зріс до 100. Гравці отримали можливість миттєво збільшити рівень одного персонажа до 90-го.
Структура рейдів змінилася в бік більшої гнучкості. Так їх складність підлаштовується під кількість учасників, виняток становлять рейди, за які призначена винятково цінна нагорода.
Для всіх успадкованих предметів стала діяти система колекцій, яка не вимагає займання цим предметом місця в інвентарі. Тобто, предмети стали доступними для всіх персонажів облікового запису незалежно від сервера, і їх не потрібно видаляти для звільнення місця. Також перестали займати інвентар предмети, необхідні для виконання завдань. З'явилася можливість розподілити предмети за сумками, відповідно до їх типу.
Таблиця результатів бою стала більш повно відображати успіхи гравця. З'явився параметр «Очки на полі бою», що враховує повернуті прапори, захоплені об'єкти, ефективність лікування, кількість отриманих ушкоджень.

### Альтернативний Дренор
Представлений у грі Дренор містить локації, що в оригінальній історії стали частинами Позамежжя. Темний Портал, що веде туди, відрізняється від звичайного, зеленого, червоним світінням, оскільки веде до його альтернативної версії. Світ стає доступним для гравців, котрі досягнули 90-го рівня.

## Сюжет
Після подій доповнення Mists of Pandaria вождь Орди Ґаррош Пеклокрик зазнав поразки від спільних дій Альянсу та Орди на чолі з Вол'джином та потрапив до в'язниці. Однак перед судом Ґаррошу вдалося втекти за допомогою дракона Кайроздорму, який переніс його в альтернативний Дренор минулого.
Ґаррош опинився на Дренорі у часи, коли його народ ще не був поневолений демонами Палаючого Легіону. Він відмовив свого батька, Ґроммаша Пеклокрика, пити кров Маннорота та почав атаку на сили демонів. Оркам вдалося вбити Маннорота, а на чолі з Ґаррошем була утворена Залізна Орда, яку він повів крізь Темний Портал для завоювання сучасного Азероту.

## Розробка
Розробники змінили формат файлів, використовуваних грою, з MPQ на CASC. Гра отримала оновлені моделі персонажів з покращеними текстурами та більшою кількістю полігонів; за словами розробників, вони прагнули «зберегти дух оригінальних персонажів» підводячи його до якості пандаренів з попереднього доповнення, та ворґенів і гоблінів з Cataclysm. Також було вдосконалено продуктивність гри, аби нова графіка не впливала на швидкість гри під час великих битв.
У Warlords of Draenor вперше можна було зіграти на PAX East 2014, альфа-тестування стартувало у квітні 2014 року. Бета-версія стала доступною з червня того ж року.